# Leptocola seriepunctata
Leptocola seriepunctata es una especie de mantis de la familia Mantidae.

## Distribución geográfica
Se encuentra en Angola  y el Congo.